# Cavok Airlines
Cavok Airlines is een luchtvaartmaatschappij uit Oekraïne. Het voert cargo- en chartervluchten uit.
Het bedrijf werd in 2011 opgericht en kreeg op 26 april 2012 het benodigde Air operator's certificate. De chartervluchten van Cavok worden uitgevoerd onder de naam Swift Solution. De hoofdzetel van beide bedrijven ligt in Oekraïne, daarnaast is er een vestiging in de Verenigde Staten.
Cavok Airlines heeft een vloot van zeven vliegtuigen type Antonov An-12. Het enkele vliegtuig type An-74TK-100 raakte betrokken in een ongeval en is daardoor buiten dienst.